# Gheorghe Zamfir
Gheorghe Zamfir ([ˈɡe̯orɡe zamˈfir]?; født 6. April 1941 i Găeşti i Rumænien) er en rumænsk panfløjtemusiker.
Zamfir er kendt for at spille på en udvidet udgave af den traditionelle rumænske panfløjte, kaldet for en nai, som består af en sammensætning på enten 20, 22, 25, 28 eller 30 fløjter, for at udvide tonernes spændvidde, og for at opnå så mange som otte deltoner – udover den grundlæggende tone – fra hver fløjte ved at ændre på deres embouchure.